# Kanton Saint-Vallier-de-Thiey
Der Kanton Saint-Vallier-de-Thiey war bis 2015 ein französischer Wahlkreis im Arrondissement Grasse, im Département Alpes-Maritimes und in der Region Provence-Alpes-Côte d’Azur. Hauptort (frz.: chef-lieu) war Saint-Vallier-de-Thiey. Vertreter im Generalrat des Départements war zuletzt Jean-Marc Delia (NC).
Der Kanton war 136,09 km² groß und hatte 21.707 Einwohner (Stand 2012).

## Gemeinden
| Gemeinde                 | Einwohner Jahr | Fläche km² | Bevölkerungsdichte | Code INSEE | Postleitzahl |
| ------------------------ | -------------- | ---------- | ------------------ | ---------- | ------------ |
| Cabris                   | 1.342 (2013)   | 5,43       | 247 Einw./km²      | 06026      | 06530        |
| Escragnolles             | 618 (2013)     | 25,48      | 24 Einw./km²       | 06058      | 06460        |
| Peymeinade               | 8.005 (2013)   | 9,76       | 820 Einw./km²      | 06095      | 06530        |
| Saint-Cézaire-sur-Siagne | 3.851 (2013)   | 30,02      | 128 Einw./km²      | 06118      | 06530        |
| Saint-Vallier-de-Thiey   | 3.480 (2013)   | 50,68      | 69 Einw./km²       | 06130      | 06460        |
| Spéracèdes               | 1.286 (2013)   | 3,46       | 372 Einw./km²      | 06137      | 06530        |
| Le Tignet                | 3.267 (2013)   | 11,26      | 290 Einw./km²      | 06140      | 06530        |